# Maiden Island
Maiden Island är en obebodd ö i Argyll and Bute, Skottland. Ön är belägen 0,8 km från Kerrera.